# Internationaal privaatrecht
Het internationaal privaatrecht, afgekort als ipr, is de tak van het recht die in een privaatrechtelijke internationale rechtsverhouding uitmaakt:
1. welke rechter internationaal bevoegd is kennis te nemen van het geschil;
2. welk recht van toepassing is op het geschil;
3. of en in hoeverre buitenlandse beslissingen te lande erkend en ten uitvoer gelegd kunnen worden.

Dit vormen de drie hoofdonderdelen van het internationaal privaatrecht. Het eerste en het derde onderdeel wordt wel gerekend tot het 'formele internationaal privaatrecht' en het tweede onderdeel wordt gerekend tot het 'materiële internationaal privaatrecht'. Het tweede onderdeel wordt ook wel aangeduid als 'conflictenrecht'. Steeds meer auteurs kwalificeren eveneens een vierde onderdeel van het internationaal privaatrecht: namelijk de steeds belangrijker wordende nauwe samenwerking tussen staten.

## Onderscheid tussen internationaal privaatrecht en internationaal publiekrecht
Het internationaal privaatrecht moet onderscheiden worden van het internationaal publiekrecht. Het internationaal publiekrecht ziet bijvoorbeeld op mensenrechten, internationale strafzaken en oorlogsrecht.
Het internationaal privaatrecht daarentegen ziet op de onderlinge verhoudingen tussen private partijen in internationale context. Een voorbeeld: een Nederlander maakt in België met de auto een botsing met een Belg waardoor er schade ontstaat. Indien partijen er onderling niet uitkomen, moet bezien worden welke rechter bevoegd is kennis te nemen van dit geschil, hetgeen in casu gekwalificeerd moet worden als een 'onrechtmatige daad', en welk recht daarop van toepassing is. Een ander voorbeeld: een Nederlander trouwt in Italië met een Italiaanse en ze wonen de eerste paar jaar daar, waarna ze verhuizen naar Nederland. Het echtpaar wil nu scheiden en de gemeenschap verdelen. Het is dan de vraag bij welke rechter ze terecht kunnen en welk recht van toepassing is. In casu gaat het minstens om twee kwalificatiecategorieën: echtscheiding en huwelijksvermogensrecht. Voor beide categorieën gelden andere rechtsbronnen en regels.

## Verschillende rechtsbronnen voor het ipr
Het internationaal privaatrecht is in uitgangspunt nationaal recht. Zo leggen Boek 10 BW voor Nederland en het WIPR voor België de meeste ipr-regels vast.
Het internationaal privaatrecht is met name sinds het Verdrag van Amsterdam in 2000 echter in toenemende mate 'geharmoniseerd' op EU-niveau. Dit betekent dat de EU zich steeds meer is gaan bemoeien met het internationaal privaatrecht en in eigen wetgevingsinstrumenten, zoals verordeningen en richtlijnen, ipr-regels is gaan vastleggen.
Denk bijvoorbeeld voor het formele internationaal privaatrecht (bevoegdheidsrecht en erkenning en tenuitvoerlegging) aan de Brussel Ibis (vermogensrecht) en Brussel IIbis-verordeningen (familierecht). Denk voor het materiële internationaal privaatrecht (conflictenrecht) aan Rome I (overeenkomsten), Rome II (onrechtmatige daad) en Rome III-verordeningen (echtscheiding).\
Naast de wetgevingsinstrumenten op EU-niveau, zorgt de Haagse Conferentie op mondiaal niveau eveneens voor ipr-regels. Denk aan het voor de Nederlandse rechtspraktijk zo belangrijke Haags Huwelijksvermogensverdrag 1978 (hetgeen overigens in de loop der tijd minder belangrijk gaat worden wegens de EU-verordening inzake het huwelijksvermogensrecht uit 2016).
Zowel de instrumenten op EU-niveau als de instrumenten op mondiaal niveau van de Haagse conferentie die door Nederland en België zijn geratificeerd hebben voorrang op de nationale ipr-regels van respectievelijk Boek 10 BW en het WIPR. De toename van EU-/mondiale ipr-regels zorgt ervoor dat de nationale ipr-regels steeds minder vaak toegepast worden.

## Toepassing van buitenlands recht als gevolg van de ipr-regels
Het materiële internationaal privaatrecht (of: het conflictenrecht) bepaalt welk recht van toepassing is op een internationale rechtsverhouding. Indien dit recht is aangewezen, treedt het ipr terug: het ipr zegt verder niets over de inhoud van dit recht. Dit laatste moet de rechtstoepasser uitzoeken.
Het is heel goed mogelijk dat bijvoorbeeld de Nederlandse rechter internationaal bevoegd is kennis te nemen van een geschil, maar dat de rechter vervolgens niet het eigen maar een buitenlands rechtstelsel moet toepassen. Denk bijvoorbeeld aan een onrechtmatige daad die door een Nederlander in Spanje wordt gepleegd waardoor er schade ontstaat bij een Spanjaard. De Spanjaard wil deze schade nu in rechte verhalen en daagt de Nederlander in Nederland voor de rechter. De Nederlandse rechter zal vervolgens vaststellen dat het Spaanse recht van toepassing is, omdat de schade zich in Spanje heeft voorgedaan (art. 4 lid 1 Rome II-verordening).
Omdat de rechter wordt geacht het recht te kennen, inclusief het buitenlands recht, is het vervolgens aan de rechter om dit recht in kaart te brengen. De rechter kan hierbij de hulp van partijen inschakelen, een deskundige benoemen of binnen het eigen onderzoek experts inschakelen. Voor de volledigheid wordt hier opgemerkt dat het ipr en het buitenlandse recht ambtshalve moet worden toegepast (art. 10:2 BW). In de Nederlandse rechtspraktijk ondersteunt het Internationaal Juridisch Instituut, een stichting zonder winstoogmerk, rechtspraak en advocatuur in deze lastige materie.

## Trivia
IPR kan ook staan voor International property rights, in het Nederlands Intellectueel eigendomsrecht (IER).